# Лескоец (Охрид)
Лескоец (Лескојец, мкд. Лескоец) је насеље у Северној Македонији, у југозападном делу државе. Лескоец припада општини Охрид.

## Географија
Насеље Лескоец је смештено у југозападном делу Северне Македоније. Од најближег града, Охрида, насеље је удаљено 4 km северно, па је заправо његово предграђе.
Лескоец се налази у историјској области Охридски крај, која се обухвата источну и североисточну обалу Охридског језера. Насеље је смештено у невеликом Охридском пољу, које се пружа на североисточној страни језера. Источно од насеља издиже се планина Галичица, а северозападно побрђе Горенци. Надморска висина насеља је приближно 740 метара.
Клима у насељу, и поред знатне надморске висине, има жупне одлике, па је пре умерено континентална него планинска.

## Становништво
Лескоец је према последњем попису из 2002. године имао 2.595 становника. 
Већину становништва чине етнички Македонци (100%).
Већинска вероисповест је православље.